# オットー・アッド
オットー・アッド（Otto Addo, 1975年6月9日 - ）は、西ドイツ（現ドイツ）・ハンブルク出身の元ガーナ代表の元サッカー選手、現在はサッカー指導者。

## 経歴

### クラブ
ガーナ出身の医者の息子として生まれたアッドは、6歳の時にフメルスビュテラーSVの下部組織でキャリアを始め、ハンブルガーSVとブラムフェルダーSVの下部組織を渡り歩き、3部（現4部）のVfL93ハンブルクとトップチーム契約を結んだ。1996年に同リーグのハノーファー96へ加入し、後にドイツ代表となるゲーラルド・アサモア, ファビアン・エルンストと共に主力の1人としてプレー。加入1年目は、リーグ最多得点数の100得点と圧倒的な強さでレギオナルリーガ(北部)を制するも、レギオナルリーガ(北東部)王者エネルギー・コットブスとのプレーオフに敗れ涙をのんだが、翌シーズンに2部昇格を果たした。
2部の舞台でも30試合7得点と今までと同様に活躍したことから、1部の強豪ボルシア・ドルトムントに引き抜かれ、1999年9月にアウェーのTSV1860ミュンヘン戦でデビュー。2001-02シーズンは優勝の歓喜を味わう中、アッドは2001年7月15日のDFB ポカール・SCフライブルク戦で十字靭帯断裂し、同月22日に右膝の手術を受けたことで長期離脱を余儀なくされ、2002年5月8日のUEFAカップ 2001-02決勝デ・カイプのフェイエノールト戦（2-3）でエベルトンに代わり61分から途中出場で復帰したが、優勝を逃した。2002年9月7日にカンパラで行われたアフリカネイションズカップ2004予選のウガンダ戦で再び右膝の靭帯を断裂し、2003年9月24日のUEFAカップ 2003-04・FKアウストリア・ウィーン戦（2-1）で今後のキャリアを脅かすことになる3度目の靭帯断裂を右膝に負ってしまった。この負傷で2004年度全体を欠場し、2005年1月末のボルシア・メンヒェングラートバッハ戦（ホーム1-1）に途中出場で復帰した。加入してから主力として54試合11得点、特に2年目はキャリア最多にしてチーム2位となる9得点を挙げていたが、翌シーズンの負傷以降は4シーズンで21試合0得点に終わった。
ドルトムントから契約延長のオファーがあったものの、ユルゲン・クロップ監督に魅力を感じ1.FSVマインツ05に2年＋オプション1年で移籍し、クロップ監督も本人も復活を望んでいたが、2シーズンで19試合に終わり、特にインパクトを残すことは出来なかった。しかし、そんな中でガーナ代表としては2006年2月14日に3月1日のメキシコ戦へ向け4年ぶりに招集され、2006 FIFAワールドカップのメンバーに選出された。
2006-07シーズン終了後にマインツが降格し、オプションが行使されず放出されたアッドは、2007年8月9日に地元にして古巣のハンブルガーSVと3年契約を結んだ。元々はリザーブチームのみの起用を想定していたが、フーブ・ステフェンス監督はプレーぶりに感銘を受けトップチームで4度起用し、2008年10月6日のアルミニア・ビーレフェルト戦でラファエル・ファン・デル・ファールトに代わり90分から途中出場したのが、最後の試合となった。

### 代表
ドイツに生まれたアッドは、1999年2月28日のエリトリア戦（5-0）でガーナ代表としてデビューを果たし、2000年1月27日のアフリカネイションズカップ2000・トーゴ戦で初得点を記録した。2006 FIFAワールドカップでは、同じくドイツに幼少の頃から過ごしているVfLヴォルフスブルクのハンス・サーペイと共に選出され、グループリーグのチェコ戦（2-0）とアメリカ戦（2-1）に出場。このアメリカ戦が代表として最後の試合になった。

### 指導者
現役引退したアッドは、ハンブルガーSVの下部組織のアシスタントコーチに就任し、2010-11シーズンにヘッドコーチへ昇格。2013年3月27日に監督のライセンスを取得した。
2022年2月に解任されたミロヴァン・ライェヴァツの後任としてサッカーガーナ代表の監督代行に就任。同年のW杯カタール大会への出場権を獲得したため2022年末まで契約を延長したが、本大会ではグループステージで1勝2敗のグループH最下位に終わり、大会後に退任した。
2024年3月15日、ガーナ代表監督に復任する事が決定した。

## 代表歴

### 出場大会
- ガーナ代表
  - 2006 FIFAワールドカップ

### 試合数
- 国際Aマッチ 15試合 1得点（1999年-2006年）[18]

| ガーナ代表 | 国際Aマッチ | 国際Aマッチ |
| 年         | 出場        | 得点        |
| ---------- | ----------- | ----------- |
| 1999       | 2           | 0           |
| 2000       | 6           | 1           |
| 2001       | 1           | 0           |
| 2002       | 1           | 0           |
| 2003       | 0           | 0           |
| 2004       | 0           | 0           |
| 2005       | 0           | 0           |
| 2006       | 5           | 0           |
| 通算       | 15          | 1           |